# ارژن
اَرژِن  یا ارجن در  لری  به خصوص گویش بختیاری به گونه ای از جنس بادام گفته می‌شود که در زبان فارسی به آن
  بادام کوهی (با نام علمی:   amygdalus elaeagnifoliaو یا Amygdalus orientalis)، گفته می شود. این درختچه گونه‌ای بادام است که در ایران و کشورهای همسایه غربی آن می‌روید. 

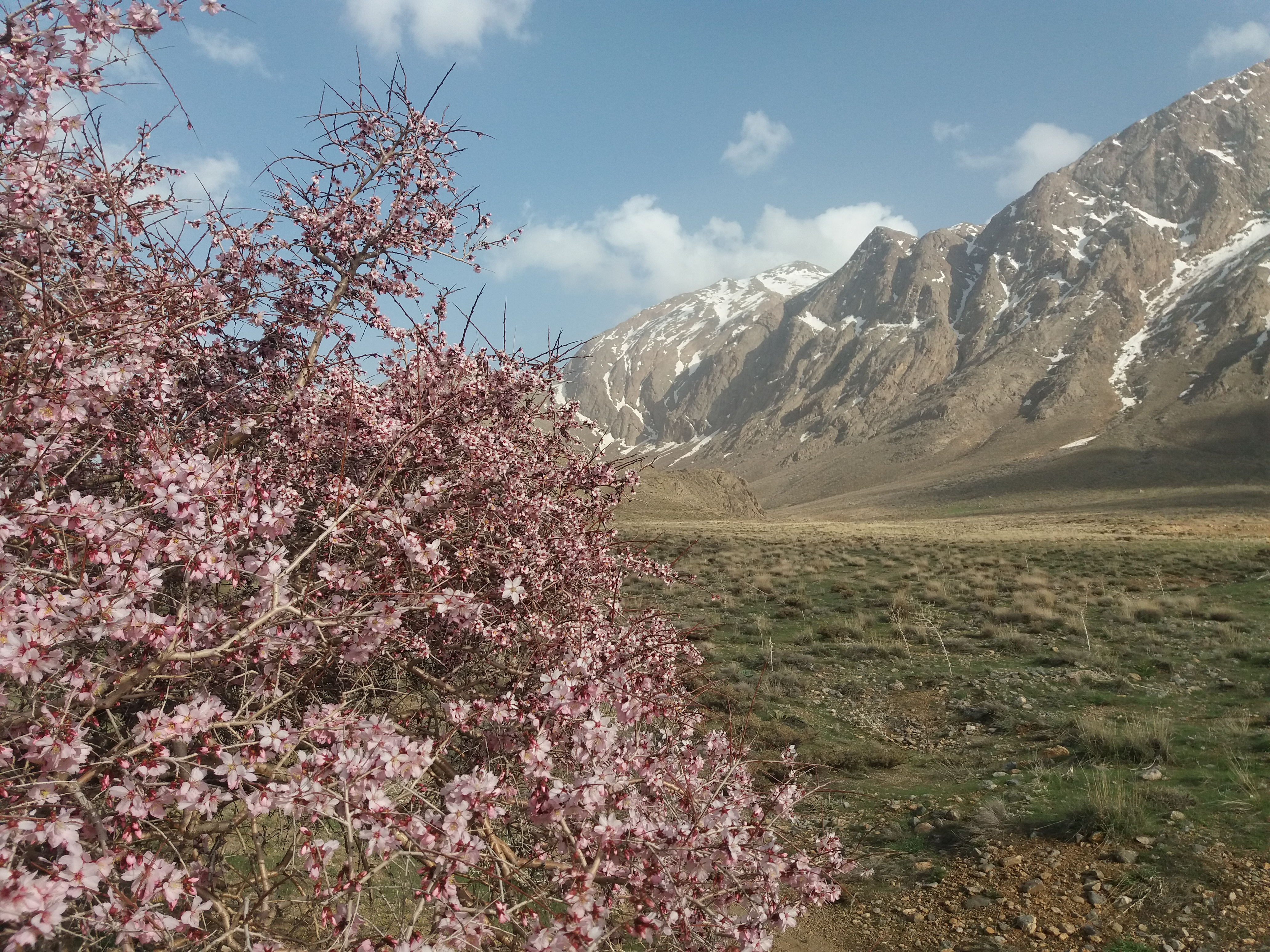
درختچه بادام ارژن در آبخیزداری دامنه استان اصفهان

این گونه در ایران پراکنش بسیار زیادی دارد و در استان‌های کهگیلویه و بویراحمد ایلام، کرمانشاه، لرستان، مرکزی، خوزستان، فارس، هرمزگان، بوشهر، کرمان، سیستان و بلوچستان، خراسان، تهران، یزد، چهار محال و بختیاری و اصفهان می‌روید.
این گونه از خانواده گل سرخ (Rosaceae)، جنس بادام (Amygdalus.spp) و شاخص (اندیکاتور) ارتفاعات پایینتر از ۲۷۵۰ متر است ولی در کوهستانهای گرم و خشک در ارتفاع بالاتر نیز یافت می‌شود. ارژن برگهای ساده بیضی شکل، میوه شفت و شاخه‌هایی با انتهای خار مانند دارد. به میوه کال آن چقاله گفته می‌شود که ترش مزه است. میوه رسیده آن هسته‌ای تلخ مزه است. چوب آن نیز بسیار مقاوم است.    
رشد قطری سالیانهٔ ارژن بسته به آب و هوا حدود یک تا دو میلی‌متر است؛ لذا حفاظت از پایه‌های کوچک آن نیز در اکوسیستم خشک بوم فلات ایران ضروری و مهم است. ارژن گونه مقاومی است که در خاکهای آهکی و در میان تخته سنگهای کوهستانها نیز می‌روید، دارای ریشه‌های عمیق و مقاوم در برابر کم آبی و وزش بادهای شدید است. پژوهشی که بر روی این درختچه در فریدن استان اصفهان انجام شده نشان می‌دهد نیروی گسیختگی ریشه‌های آن بسیار بالاست. 
به دلیل شباهت نام فارسی، گاهی این گونه با دیگر گونه‌های جنس بادام اشتباه گرفته می‌شود. صمغ فارسی یا زدو از این درختچه به دست می‌آید.